# روي آلفين بالدوين
روي آلفين بالدوين (بالإنجليزية: Roy Alvin Baldwin) هو محامي وسياسي أمريكي، ولد في 2 يناير 1885 في الولايات المتحدة، وتوفي في 2 أكتوبر 1940 في نفس البلد. حزبياً، نشط في الحزب الديمقراطي. وقد انتخب عضو مجلس نواب تكساس.